# Enver Alivodić
Enver Alivodić (in serbo Енвер Аливодић?; Novi Pazar, 27 dicembre 1984) è un ex calciatore serbo, di ruolo centrocampista.